# Prymitywny guz neuroektodermalny
Obwodowy niedojrzały guz neuroektodermalny (pozaszkieletowy guz Ewinga, ang. peripheral primitive neuroectodermal tumor, PNET) – złośliwy nowotwór tkanek miękkich występujący przede wszystkim w młodym wieku.

## Epidemiologia
Większość (70-80%) chorych z PNET ma około 20 lat. Tylko około 14% przypadków występuje u dzieci przed ukończeniem 5. roku życia. 

## Objawy
Typowo występuje szybko rosnący guz, zwykle bolesny, może być wyczuwalny w głębokich tkankach tułowia lub kończyny dolnej. Zmiany często lokalizują się w obszarze okołokręgosłupowym, guz w obrębie klatki piersiowej (w żebrach, opłucnej, płucach) nazywany jest guzem Askina. Około 25-50% chorych w momencie rozpoznania ma przerzuty do kości, płuc, wątroby i węzłów chłonnych i może prezentować związane z nimi objawy przedmiotowe.

## Leczenie
Nowotwory typu PNET są wrażliwe na chemioterapię. Najlepsze wyniki leczenia osiąga się łącząc chemioterapię z leczeniem chirurgicznym i radioterapią.